# (100404) 1996 AC1
(100404) 1996 AC1 es un asteroide que forma parte del cinturón interior de asteroides, descubierto el 12 de enero de 1996 por Takao Kobayashi

## Designación y nombre
Designado provisionalmente como 1996 AC1.

## Características orbitales
1996 AC1 está situado a una distancia media del Sol de 1,910 ua, pudiendo alejarse hasta 2,084 ua y acercarse hasta 1,737 ua. Su excentricidad es 0,090 y la inclinación orbital 17,50 grados. Emplea 964 días en completar una órbita alrededor del Sol.

## Características físicas
La magnitud absoluta de 1996 AC1 es 16.